# NGC 300
NGC 300 (také známá jako Caldwell 70) je spirální galaxie v souhvězdí Sochaře vzdálená přibližně 6,4 milionů světelných let. Objevil ji australský astronom James Dunlop v roce 1826. Při pohledu ze Země je nakloněná pod úhlem 42° a v mnoha vlastnostech se podobá Galaxii v Trojúhelníku.

## Pozorování

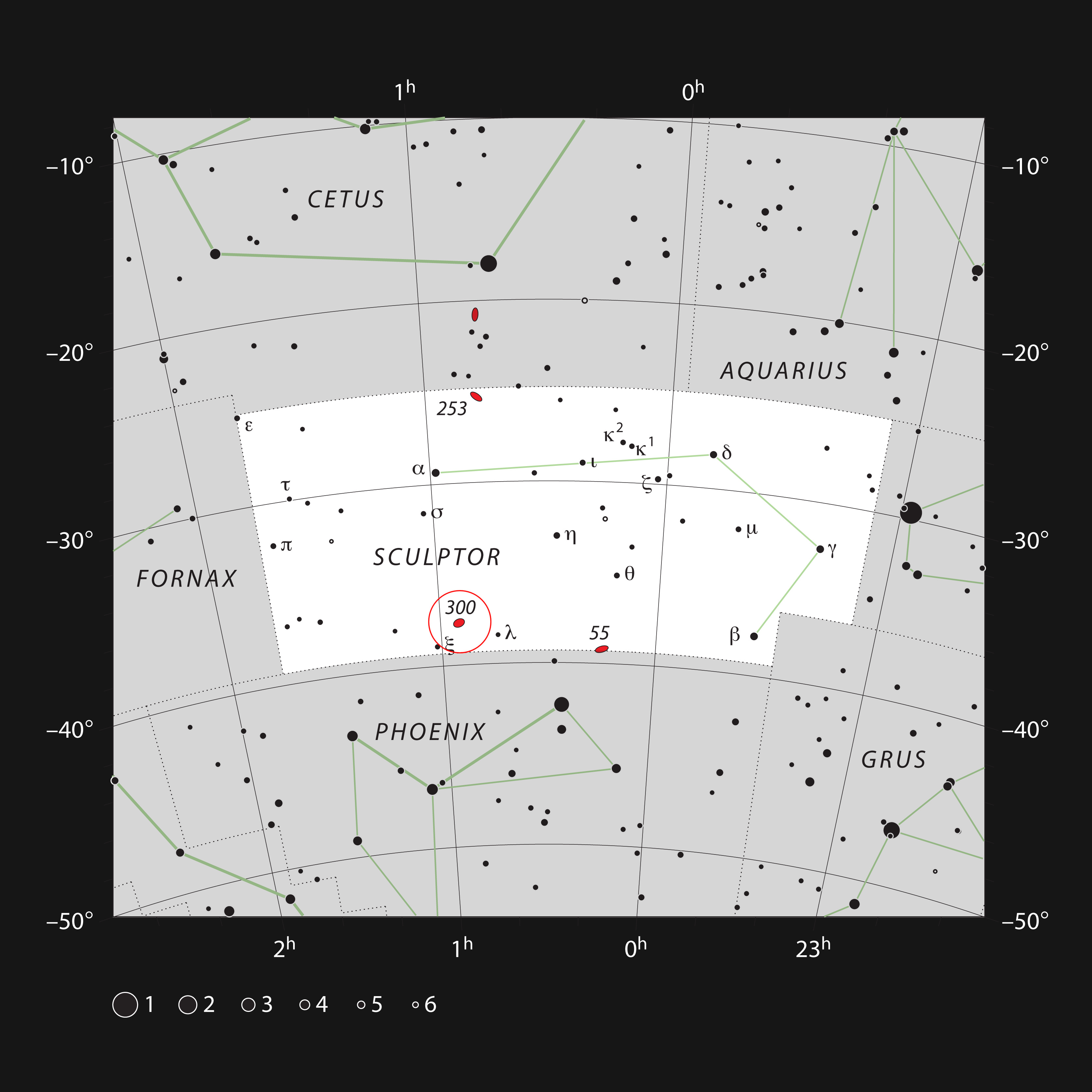
Poloha NGC 300 v souhvězdí Sochaře

Na obloze se nachází v jižní části souhvězdí Sochaře u hranice se souhvězdím Fénixe, 12 stupňů jižně od Galaxie Sochař. Ve střední Evropě nevychází vysoko nad obzor. 8 stupňů západně leží galaxie NGC 55.

## Sousední galaxie
NGC 300 je jednou z pěti nejjasnějších spirálních galaxií ve směru skupiny galaxií v Sochaři.
Spolu se spirální galaxií NGC 55 bývá běžně označována za součást skupiny galaxií v Sochaři, která se nachází ve stejnojmenném souhvězdí a sousedí s Místní skupinou galaxií. Ovšem nedávné měření jejich vzdálenosti ukazuje, že se tyto dvě galaxie nachází mezi těmito dvěma skupinami galaxií. NGC 300 a NGC 55 spolu možná tvoří gravitačně vázanou dvojici.

## Záblesk NGC 300-OT
Na snímku z CCD, který 14. května 2008 pořídil amatérský astronom L. A. G. Berto Monard, objevil jeho autor zajímavý jasný záblesk, který dostal označení NGC 300-OT.
Nachází se na souřadnicích RA: 00h 54m 34.552s a DEC: −37°38′31.79″
ve spirálním rameni s probíhající tvorbou hvězd. Širokopásmová magnituda záblesku na tomto snímku byla 14,3. Předchozí snímek z 24. dubna 2008, pořízený těsně po vynoření NGC 300 zpoza Slunce, prokázal již započaté zjasnění s magnitudou přibližně 16,3. Na snímku z 8. února 2008, ani na předešlých, nebylo zjasnění pozorováno. Záblesk dosáhl svého maxima 15. května 2008 s naměřenou magnitudou 14,69.
V době objevu měl záblesk absolutní magnitudu MV přibližně -13, což je málo v porovnání s běžnou supernovou se zhrouceným jádrem, ale více než obyčejná nova.
Z fotometrických a spektroskopických vlastností navíc vyplývá, že nejde ani o jasnou modrou proměnnou hvězdu. Od jejího maxima jasnost plynule klesala až do září 2008 a spektrum červenalo. Po září 2008 již jasnost klesala pomaleji, ale obsahovala silné záření H-alfa. Viditelné spektrum se dále skládá z poměrně úzkých emisních čar Balmerovy série vodíku, vápníku CA II spolu se silnou absorpcí Ca II H&K. Zkoumání starších snímků HST poskytlo přesnou horní hranici svítivosti původní hvězdy. To naznačovalo, že záblesk vytvořila původní hvězda hlavní posloupnosti s nízkou hmotností ve chvíli hvězdného sloučení podobného galaktické nově V838 Monocerotis. Rozbor starších snímků z oblasti záblesku ukazuje s jistotou 70%, že původní hvězda vznikla před 8 až 13 miliony let a měla hmotnost 12 až 25 hmotností Slunce, a tedy předpokládá, že záblesk způsobila velmi hmotná hvězda během svého vývoje.
V roce 2008 však byl v datech ze Spitzerova vesmírného dalekohledu objeven původce záblesku, který zářil v blízké infračervené oblasti. Tato prachem zakrytá hvězda měla výkonové spektrum záření podobné záření absolutně černého tělesa s parametry R ≈ 300 AU, T ≈ 300 K a zářivostí Lbol ≈ ×106 {\displaystyle L_{\odot }}. To ukazuje na spojení záblesku s energetickým výbuchem hvězdy s malou hmotností (≈ 10 {\displaystyle M_{\odot }}). Malá zářivost záblesku proti typické supernově se zhrouceným jádrem spolu s jeho spektrálními vlastnostmi a zakrytím prachem jej činí téměř shodným se supernovou SN 2008S v galaxii NGC 6946.
Spektrum záblesku NGC 300-OT pozorované Spitzerem vykazuje silné a široké spektrální čáry na vlnových délkách 8 μm a 12 μm. Tuto vlastnost můžeme najít i v galaktických protoplanetárních mlhovinách hvězd bohatých na uhlík.

## SN2010da
23. května 2010 objevil Monard další záblesk 16. magnitudy, který dostal označení SN 2010da. Viditelný záblesk byl objeven 15,9" západně a 16,8" severně od středu galaxie na souřadnicích 00h 55m 04.86s -37°41′43.7″.
Dvě nezávislá následná spektroskopická pozorování naznačila, že spíše než o supernovu šlo opět o další jasný záblesk, možná vybuchující jasnou modrou proměnnou hvězdu,
jak bylo dříve předpovězeno z povahy možného blízce infračerveného původce.
Záblesk slábnul o 0,5 až 0,7 magnitudy za 9 dní, tedy mnohem rychleji než záblesk v roce 2008.

## Binární systém sčernou dírou
Zdroj rentgenového záření v jádru NGC 300 se označuje NGC 300 X-1. Astronomové se domnívají, že NGC 300 X-1 je nový druh binárního systému Wolfovy–Rayetovy hvězdy s černou dírou podobný jinému takovému potvrzenému systému IC 10 X-1. Jejich společnými vlastnostmi jsou doba oběhu přibližně 30 minut a vyzařovaná energie přibližně 1×1038 erg.

## Galerie obrázků

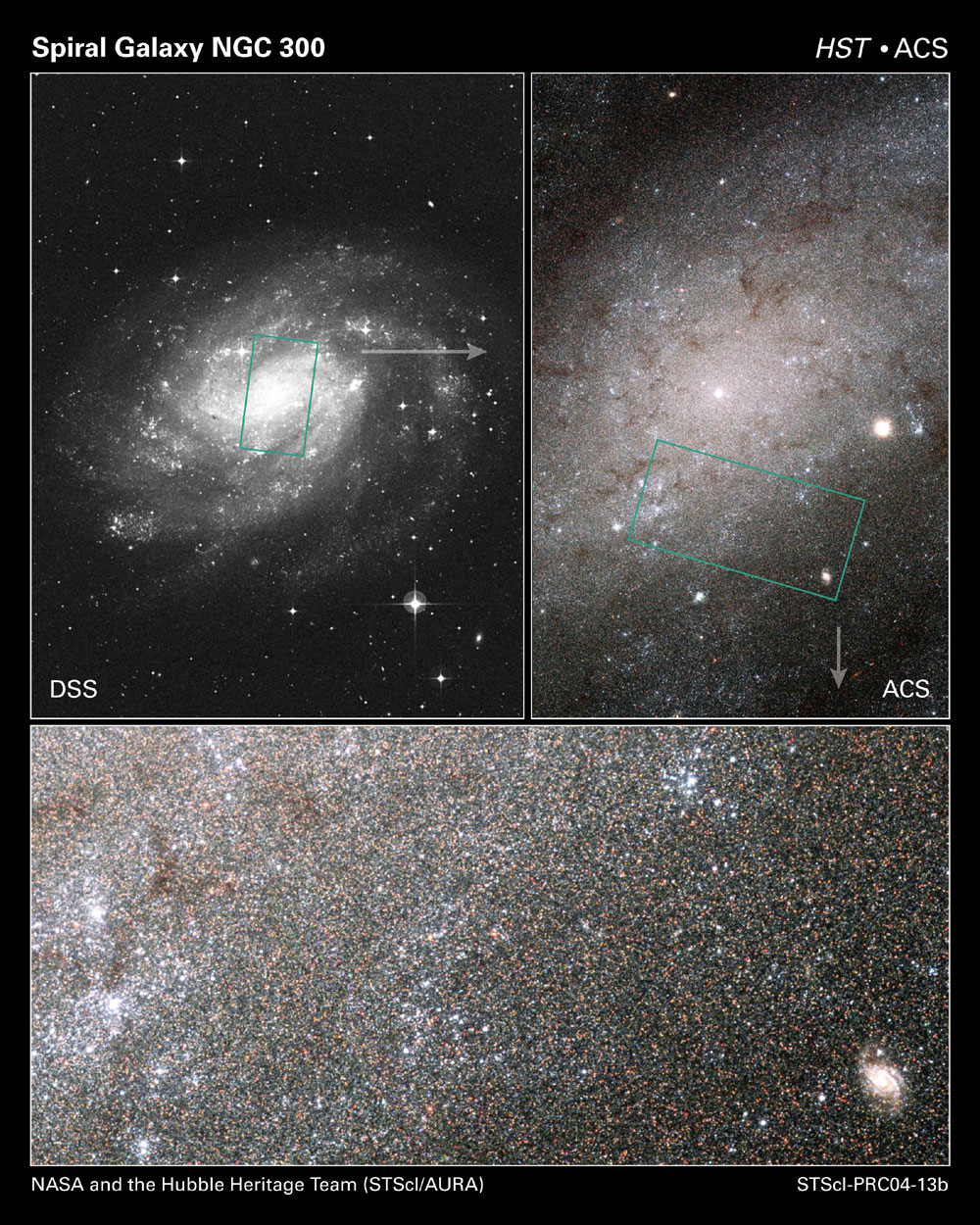
Podrobný snímek NGC 300 z Hubbleova vesmírného dalekohledu.
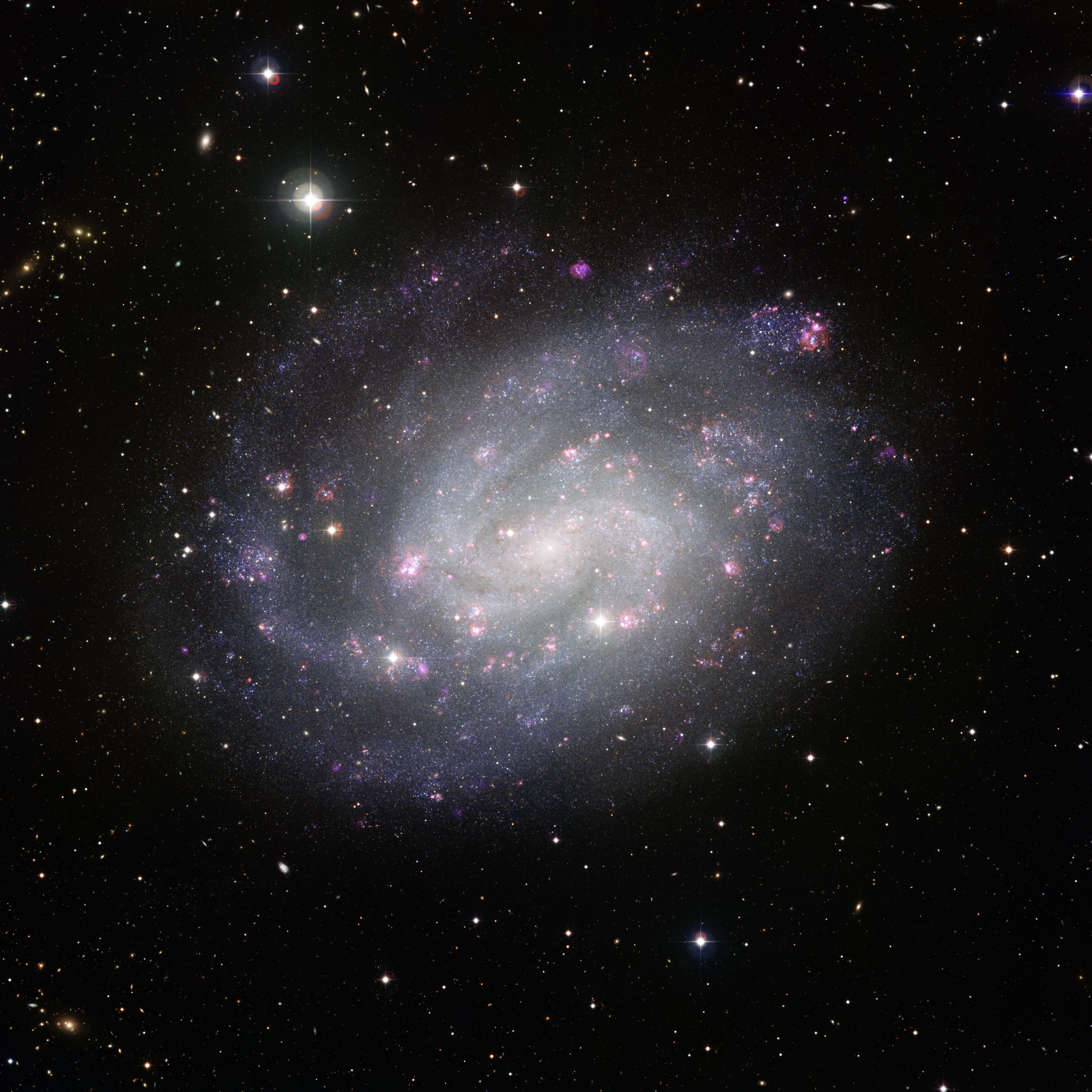
Spirální galaxie NGC 300 na širokoúhlém snímku z observatoře La Silla v Chile. Autor: ESO.[17] Credits: ESO
Okolí NGC 300. Autor: ESO/Digitized Sky Survey 2
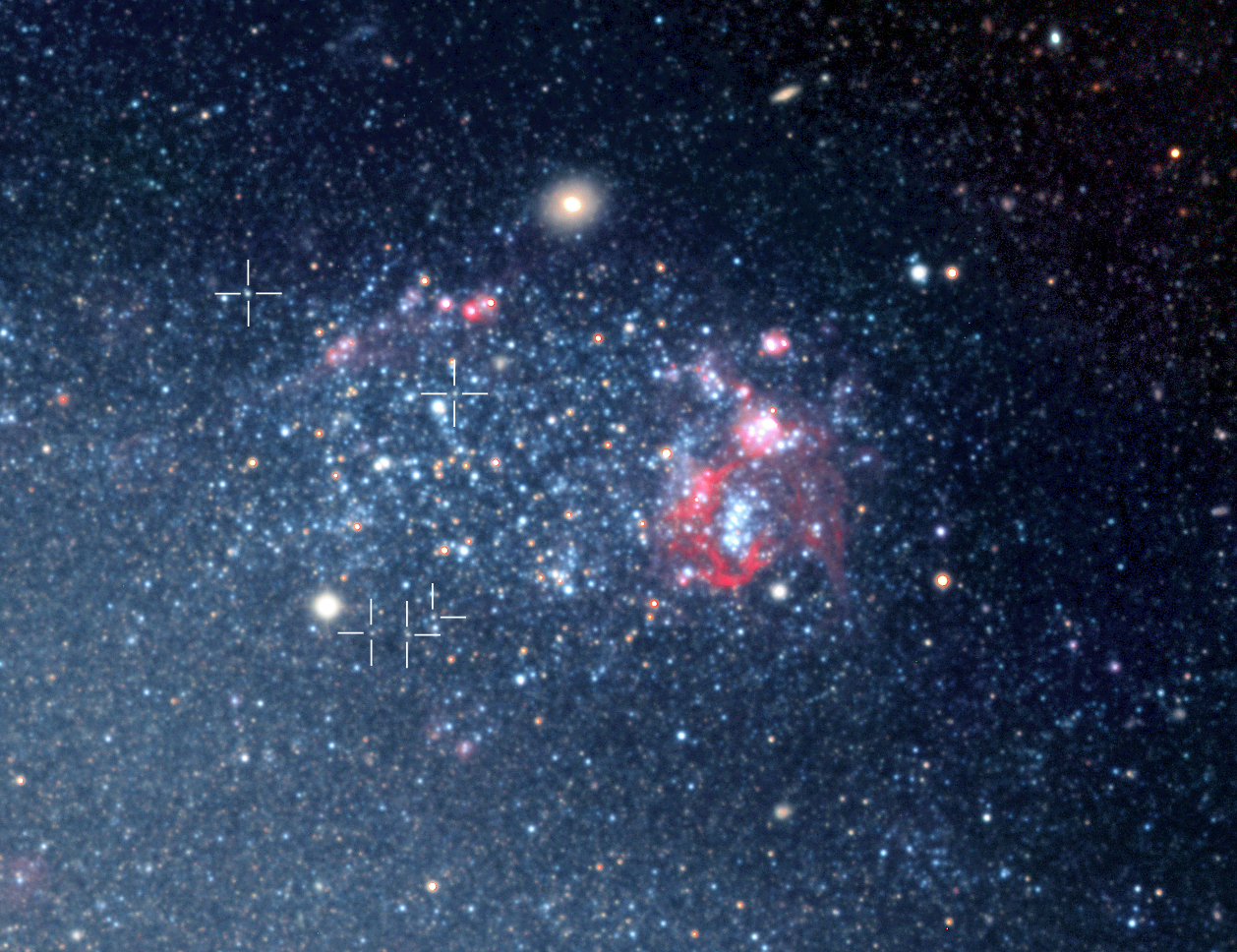
Cefeidy v NGC 300. Autor: ESO
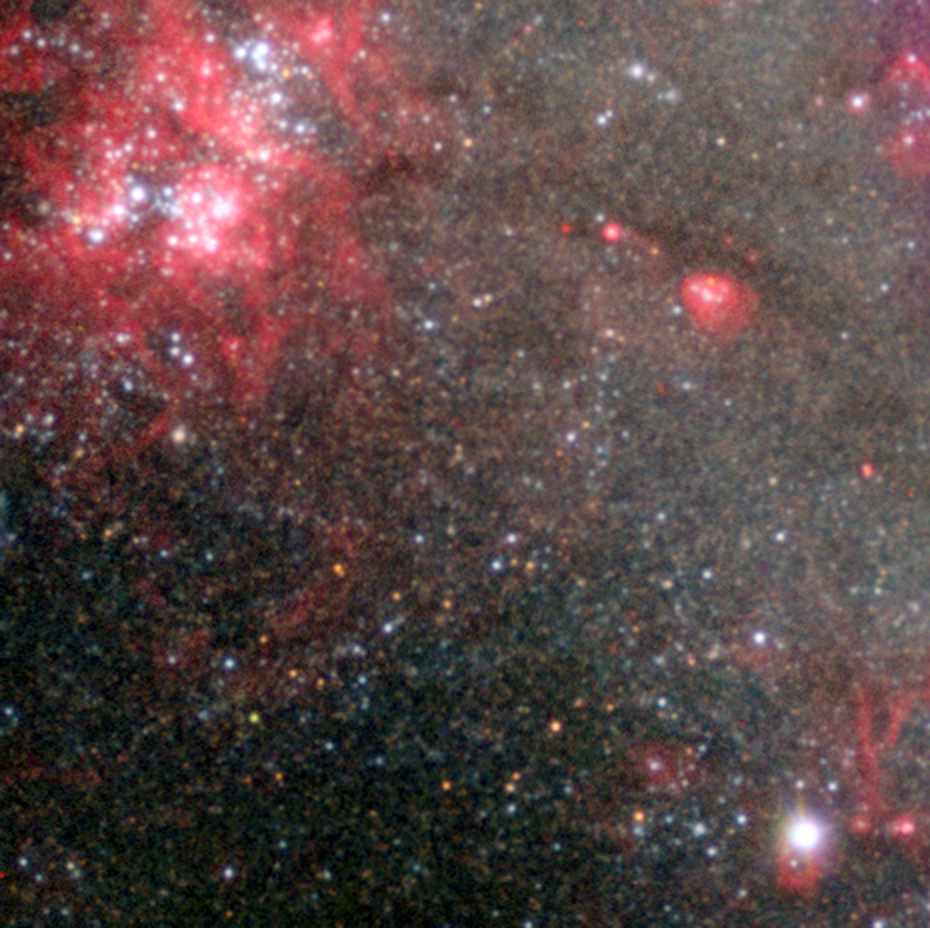
NGC 300 X-1 ve spirální galaxii NGC 300.
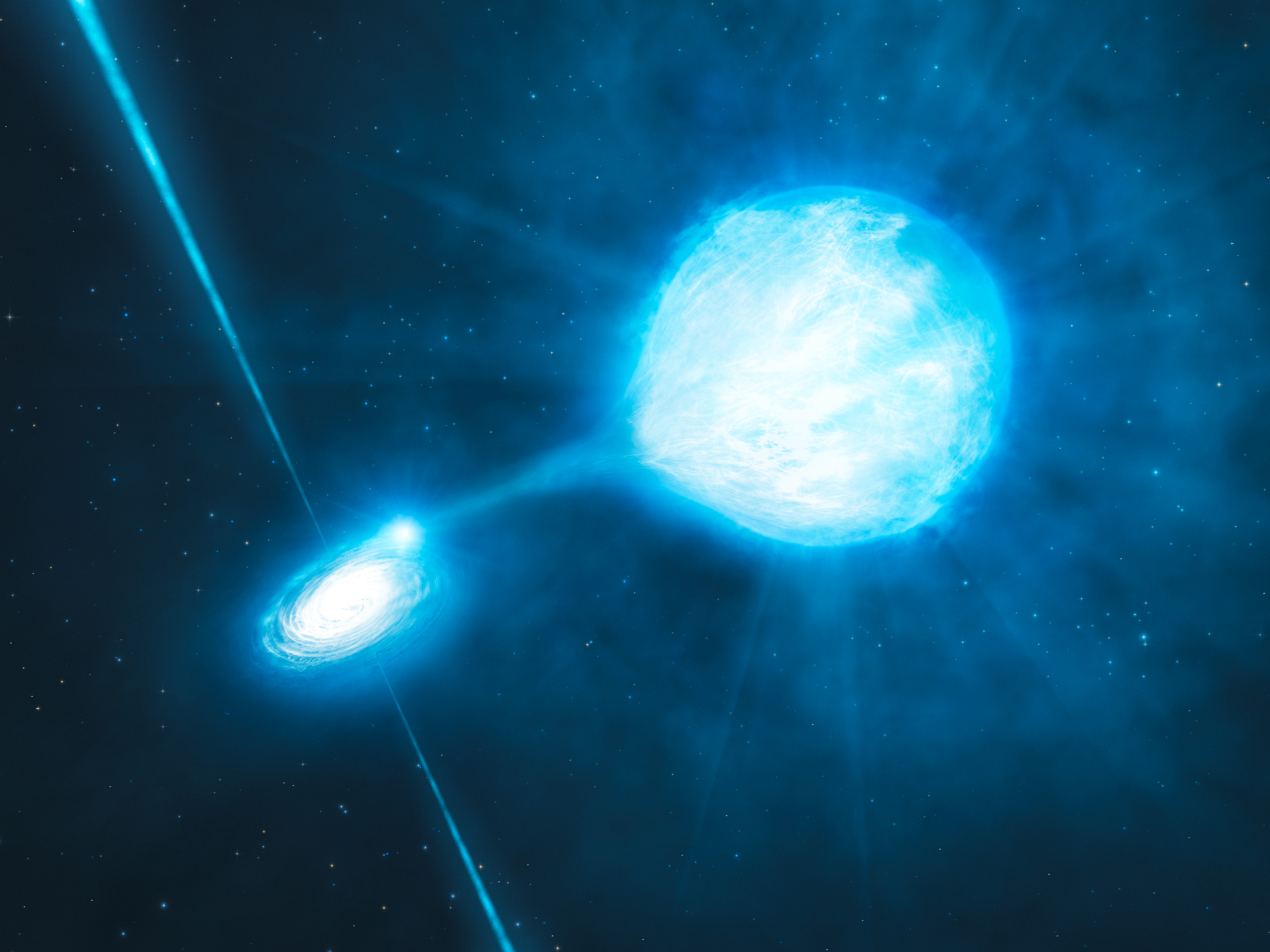
Umělecká ilustrace dvojhvězdy s černou dírou na okraji NGC 300. Autor: ESO/L. Calçada
- Toto video se přibližuje k místu obsahujícímu dvojhvězdu s černou dírou a končí uměleckým ztvárněním tohoto systému.
- Video přibližování k NGC 300.